# Lijst van burgemeesters van Helden
Dit is een lijst van burgemeesters van de voormalige Nederlandse gemeente Helden in de provincie Limburg. Sinds 2010 maakt Helden deel uit van de nieuwe gemeente Peel en Maas.
| Ambtsperiode | Foto | Naam burgemeester                     | Partij of stroming | Bijzonderheden                                           |
| ------------ | ---- | ------------------------------------- | ------------------ | -------------------------------------------------------- |
| 1674-1710    |      | Joannes van den Bosche                |                    | functie schout                                           |
| 1710-1722    |      | Joan Francis de Wagener               |                    | functie schout                                           |
| 1722-1750    |      | Carel Joseph van der Kelen            |                    | functie schout                                           |
| 1750-1769    |      | Michel Smolders                       |                    | functie schout                                           |
| 1769         |      | Gerardt stadhouder Crommentuyn        |                    | functie schout                                           |
| 1770-1784    |      | Gerhard Joseph de Pollart             |                    | functie schout                                           |
| 1784-1797    |      | Petrus Henricus Cremeren              |                    | functie schout                                           |
| 1798-1799    |      | Mathis van Wis                        |                    | functie agent municipal                                  |
| 1799-1800    |      | Andreas Michel Hendrix                |                    | functie agent municipal                                  |
| 1800-1801    |      | Andreas Michel Hendrix                |                    |                                                          |
| 1801-1802    |      | P. van Oijen                          |                    |                                                          |
| 1802-1815    |      | Andreas Michel Hendrix                |                    |                                                          |
| 1815-1846    |      | Johan Michael Engels                  |                    |                                                          |
| 1846-1852    |      | Jan Joseph Verhaegh                   |                    |                                                          |
| 1852-1890    |      | Jan Hendrik Janssen                   |                    |                                                          |
| 1891-1914    |      | Jan W.J. Janssen                      |                    |                                                          |
| 1914-1916    |      | Oscar Louis Pierre van de Loo         |                    | later burgemeester van Venray                            |
| 1916-1945    |      | Frans Peter Mathis van Cann           |                    | omgekomen in Bergen-Belsen                               |
| 1944         |      | W.J. Beckers                          |                    | Plaatsvervangend burgemeester van 14-7-1944 tot 1-9-1944 |
| 1944-1946?   |      | P.J. Hoebers                          |                    | waarnemend                                               |
| 1946-1963    |      | P.M.J.S. Cremers                      |                    | eerder burgemeester van Baexem                           |
| 1964-1977    |      | Martin Peter Hoeijmakers              | KVP                |                                                          |
| 1977-1991    |      | Jan van 't Hooft                      | KVP / CDA          |                                                          |
| 1991-2000    |      | Ben (Bernardus Elisabeth) Schellekens | CDA                |                                                          |
| 2000-2007    |      | Nol (A.M.P.) Kleijngeld               | PvdA               |                                                          |
| 2007-2009    |      | Mat (M.J.H.) Vestjens                 | VVD                | waarnemend                                               |